# كأس العالم للكريكت
يعد كأس العالم للكريكيت البطولة الأولى على مستوى العالم للرجال في لعبة الكريكيت التي تقام في بطولة اليوم الواحد. ينظم الحدث الجهة المسئولة عن هذه الرياضة، وهو المجلس الدولي للكريكيت، كما تقام جولات تمهيدية مؤهلة لجولة النهائيات التي تُقام كل أربع سنوات. تعد هذه البطولة رابع أكبر حدث عالمي ورابع أكبر حدث رياضي من حيث نسبة المشاهدة على مستوى العالم. وفقًا للمجلس الدولي للكريكيت، تعد تلك هي البطولة الأهم وقمة الانتصارات في هذه الرياضة. تم تنظيم أول كأس عالم للكريكيت في إنجلترا في 1975، إلى جانب تنظيم كأس العالم للكريكيت للسيدات منفصلة كل أربع سنوات منذ عام 1973.
تتبارى في نهائيات كأس العالم الفرق العشر في إطار اللعب الاختباري والدول التي تلعب في إطار بطولة اليوم الواحد، علاوة على الدول الأخرى التي تتأهل من خلال تصفيات كأس العالم. كان فريق أستراليا أكثر الفرق نجاحًا من الفرق الخمس التي فازت بالبطولة، حيث نال أربعة ألقاب. وفازت جزر الهند الغربية والهند بتلك البطولة مرتين، بينما فاز كل من باكستان وسريلانكا بالبطولة مرة واحدة.
وتم تنظيم كأس العالم للكريكيت 2011 بالاشتراك بين كل من بنغلاديش والهند وسريلانكا في الفترة من 19 فبراير إلى 2 أبريل 2011، حيث شاركت في هذه البطولة 14 دولة. فازت الهند بالبطولة بعد أن فازت على سريلانكا بعد أن أحرز 6 ويكيت نهائي في مومباي في الثاني من أبريل وأصبح أول فريق في العالم يفوز بنهائي كأس العالم على أرضه.
إنجلترا هي البطل الحالي بعد فوزها بنسخة 2019، ستقام البطولة القادمة في الهند عام 2023.

## التاريخ
أقيمت أول مباراة دولية للكريكيت بين كندا والولايات المتحدة في 24 و25 سبتمبر 1844. ومع ذلك تم لعب أول مباراة اختبار معتمدة في عام 1877 بين أستراليا وإنجلترا حيث تنافس الفريقان بانتظام على The Ashes في السنوات اللاحقة.
تم قبول جنوب إفريقيا في حالة الاختبار في عام 1889. وتم اختيار فرق الكريكيت التمثيلية للقيام بجولة ضد بعضها البعض، مما أدى إلى منافسة ثنائية.
تم إدراج لعبة الكريكيت أيضًا كرياضة أولمبية في ألعاب باريس عام 1900 حيث هزمت بريطانيا العظمى فرنسا للفوز بالميدالية الذهبية. وكان هذا هو الظهور الوحيد للكريكيت في الألعاب الأولمبية الصيفية.
كانت أول مسابقة متعددة الأطراف على المستوى الدولي هي البطولة الثلاثية لعام 1912 وهي بطولة تجريبية للكريكيت تم لعبها في إنجلترا بين جميع الدول الثلاث التي كانت تمارس الاختبار في ذلك الوقت: إنجلترا وأستراليا وجنوب إفريقيا. لم يكن الحدث ناجحًا: كان الصيف ممطرًا بشكل استثنائي مما جعل اللعب صعبًا على الملاعب الرطبة غير المغطاة، وكان حضور الجماهير ضعيفًا، ويعزى ذلك إلى «وفرة لعبة الكريكيت». منذ ذلك الحين تم تنظيم اختبار الكريكيت الدولي عمومًا على شكل سلسلة ثنائية: لم يتم تنظيم بطولة اختبار متعددة الأطراف مرة أخرى حتى بطولة الاختبار الآسيوية الثلاثية في عام 1999.
زاد عدد الدول التي تلعب لعبة الكريكيت التجريبية تدريجياً بمرور الوقت، مع إضافة جزر الهند الغربية في عام 1928 ونيوزيلندا في عام 1930 والهند في عام 1932 وباكستان في عام 1952. ومع ذلك، استمر لعب الكريكيت الدولي كمباريات اختبار ثنائية على مدار ثلاثة أو أربعة أو خمسة أيام.
في أوائل الستينيات من القرن الماضي، بدأت فرق الكريكيت الإنجليزية في لعب نسخة مختصرة من لعبة الكريكيت والتي استمرت ليوم واحد فقط. ابتداءً من عام 1962 بمسابقة خروج المغلوب من أربعة فرق تُعرف باسم كأس ميدلاندز للمغادرة،  واستمرارًا مع افتتاح كأس جيليت في عام 1963، نمت شعبية لعبة الكريكيت ليوم واحد في إنجلترا. تم تشكيل عصبة الأحد الوطنية في عام 1969. تم لعب أول مباراة دولية ليوم واحد في اليوم الخامس من مباراة اختبار تم إجهاضها من المطر بين إنجلترا وأستراليا في ملبورن في عام 1971 لملء الوقت المتاح وكتعويض عن الجماهير المحبطة. لقد كانت أكثر من أربعين لعبة مع ثماني كرات في كل مرة.
في أواخر السبعينيات، أسس كيري باكر منافسة بطولة العالم للكريكيت (WSC). قدم العديد من الميزات الشائعة الآن في لعبة الكريكيت الدولية ليوم واحد بما في ذلك الزي الملون، والمباريات التي يتم لعبها ليلاً تحت الأضواء الكاشفة مع كرة بيضاء وشاشات ذات رؤية مظلمة، وللبث التلفزيوني، زوايا متعددة للكاميرا، مؤثرات الميكروفونات لالتقاط الأصوات من لاعبين على أرض الملعب ورسومات على الشاشة. كانت أول المباريات بالزي الرسمي الملون هي أستراليا WSC بالذهب الذهبي مقابل WSC West Indians باللون الوردي المرجاني، والتي لعبت في VFL Park في ملبورن في 17 يناير 1979. دفع نجاح وشعبية المنافسات المحلية ليوم واحد في إنجلترا وأجزاء أخرى من العالم، وكذلك المنافسات الدولية المبكرة ليوم واحد، المجلس الدولي للكريكيت إلى التفكير في تنظيم كأس العالم للكريكيت.

### كأس العالم بريودينتيال (1975-1983)

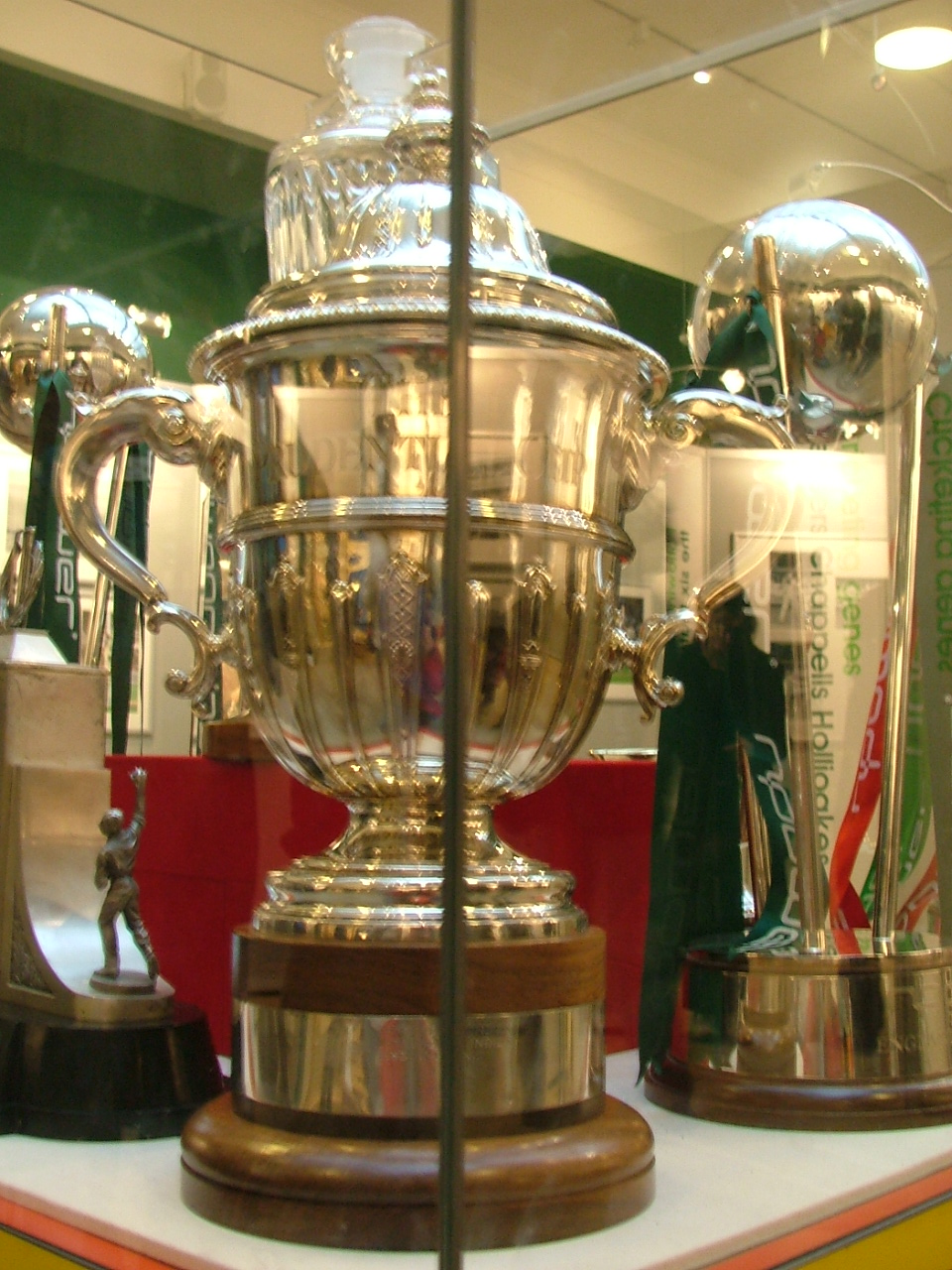
كأس Prudential

استضافت إنجلترا بطولة كأس العالم للكريكيت الافتتاحية عام 1975 وهي الدولة الوحيدة القادرة على تقديم الموارد لتنظيم حدث بهذا الحجم في ذلك الوقت، بدأت بطولة 1975 في 7 يونيو. وأقيمت الأحداث الثلاثة الأولى في إنجلترا والمعروفة رسميًا باسم كأس Prudential برعاية Prudential plc. تألفت المباريات من 60 كرة فوقية لكل فريق لعبت خلال النهار بالشكل التقليدي، مع ارتداء اللاعبين لبيض الكريكيت واستخدام كرات الكريكيت الحمراء.
شاركت ثمانية فرق في البطولة الأولى: أستراليا وإنجلترا والهند ونيوزيلندا وباكستان وجزر الهند الغربية (الدول الستة التجريبية في ذلك الوقت)، جنبًا إلى جنب مع سريلانكا وفريق مركب من شرق إفريقيا. كانت جنوب إفريقيا أحد الإغفالات الملحوظة، حيث تم حظرها من لعبة الكريكيت الدولية بسبب الفصل العنصري. وفاز في البطولة من جزر الهند الغربية، الذي هزم أستراليا بنسبة 17 أشواط في المباراة النهائية في لورد. كان روي فريدريكس من جزر الهند الغربية أول رجال المضرب الذين حصلوا على ضربة ويكيت في ODI خلال نهائي كأس العالم 1975.
شهد كأس العالم 1979 تقديم مسابقة كأس الكأس لاختيار فرق اللعب غير التجريبية لكأس العالم،  مع سريلانكا وكندا المؤهلة. فازت جزر الهند الغربية ببطولة كأس العالم للمرة الثانية على التوالي، حيث هزمت المضيف إنجلترا بفارق 92 جولة في النهائي. في الاجتماع الذي أعقب كأس العالم، وافق المؤتمر الدولي للكريكيت على جعل المسابقة حدثًا كل أربع سنوات.
استضافت إنجلترا حدث 1983 للمرة الثالثة على التوالي. بحلول هذه المرحلة، أصبحت سريلانكا دولة تجريبية، وتأهلت زيمبابوي من خلال كأس المجلس الدولي للكريكيت. تم تقديم دائرة ميدانية، 30 يارد (27 م) بعيدا عن جذوع الأشجار. يجب أن يكون بداخله أربعة من رجال الحقول في جميع الأوقات. واجهت الفرق بعضها البعض مرتين، قبل الانتقال إلى الأدوار الإقصائية. توجت الهند بطلاً بعد فوزها على جزر الهند الغربية بفارق 43 ركلة في النهائي.

### بطولات مختلفة (1987-1996)
استضافت الهند وباكستان بشكل مشترك بطولة 1987، وهي المرة الأولى التي تقام فيها المسابقة خارج إنجلترا. وقد تم تخفيض عدد الألعاب من 60 إلى 50 زيادة في كل جولة، وهو المعيار الحالي، بسبب ساعات النهار الأقصر في شبه القارة الهندية مقارنة بصيف إنجلترا.
فازت أستراليا بالبطولة بفوزها على إنجلترا بسبعة أشواط في النهائي، وهو أقرب فارق في نهائي كأس العالم حتى نسخة 2019 بين إنجلترا ونيوزيلندا.
أدخلت كأس العالم 1992 التي أقيمت في أستراليا ونيوزيلندا، العديد من التغييرات على اللعبة، مثل الملابس الملونة، والكرات البيضاء، ومباريات النهار / الليل، وتغيير قواعد تقييد اللعب. وشارك فريق الكريكيت الجنوب أفريقي في هذا الحدث لأول مرة بعد سقوط نظام الفصل العنصري وانتهاء المقاطعة الرياضية الدولية. تغلبت باكستان على البداية الكئيبة في البطولة لتهزم إنجلترا في النهاية بفارق 22 جولة في النهائي وبرزت كفائزين.
أقيمت بطولة 1996 في شبه القارة الهندية للمرة الثانية، مع ضم سريلانكا كمضيف لبعض مبارياتها في دور المجموعات. في نصف النهائي، وسري لانكا، وتتجه نحو فوز ساحقا على الهند في حدائق عدن بعد المضيفين فقدت ثمانية يكت في حين سجل 120 أشواط في السعي من 252 تم احتساب فوز افتراضيا بعد اندلاع حشد الاضطرابات في احتجاجا على أداء الهندي. واصلت سريلانكا الفوز بأول بطولة لها بفوزها على أستراليا بسبعة ويكيت في النهائي في لاهور.

### الثلاثية الأسترالية (1999-2007)
في عام 1999 استضافت إنجلترا الحدث، كما أقيمت بعض المباريات في اسكتلندا وأيرلندا وويلز وهولندا. تنافس اثنا عشر فريقًا على كأس العالم. تأهلت أستراليا إلى الدور نصف النهائي بعد أن وصلت إلى هدفها في مباراة السوبر 6 ضد جنوب إفريقيا في نهاية المباراة النهائية. وبعد ذلك شرع في المباراة النهائية مع مباراة وتعادل في الدور قبل النهائي أيضا ضد جنوب أفريقيا حيث الخلط بين جنوب أفريقيا المضرب لانس كلوسنر وألان دونالد رأى دونالد يتخلى عن الخفافيش والذين تقطعت بهم السبل في منتصف الملعب لأن نفد. في المباراة النهائية طردت أستراليا باكستان مقابل 132 ثم وصلت إلى الهدف في أقل من 20 زائدة وبوجود ثمانية ويكيت في متناول اليد.

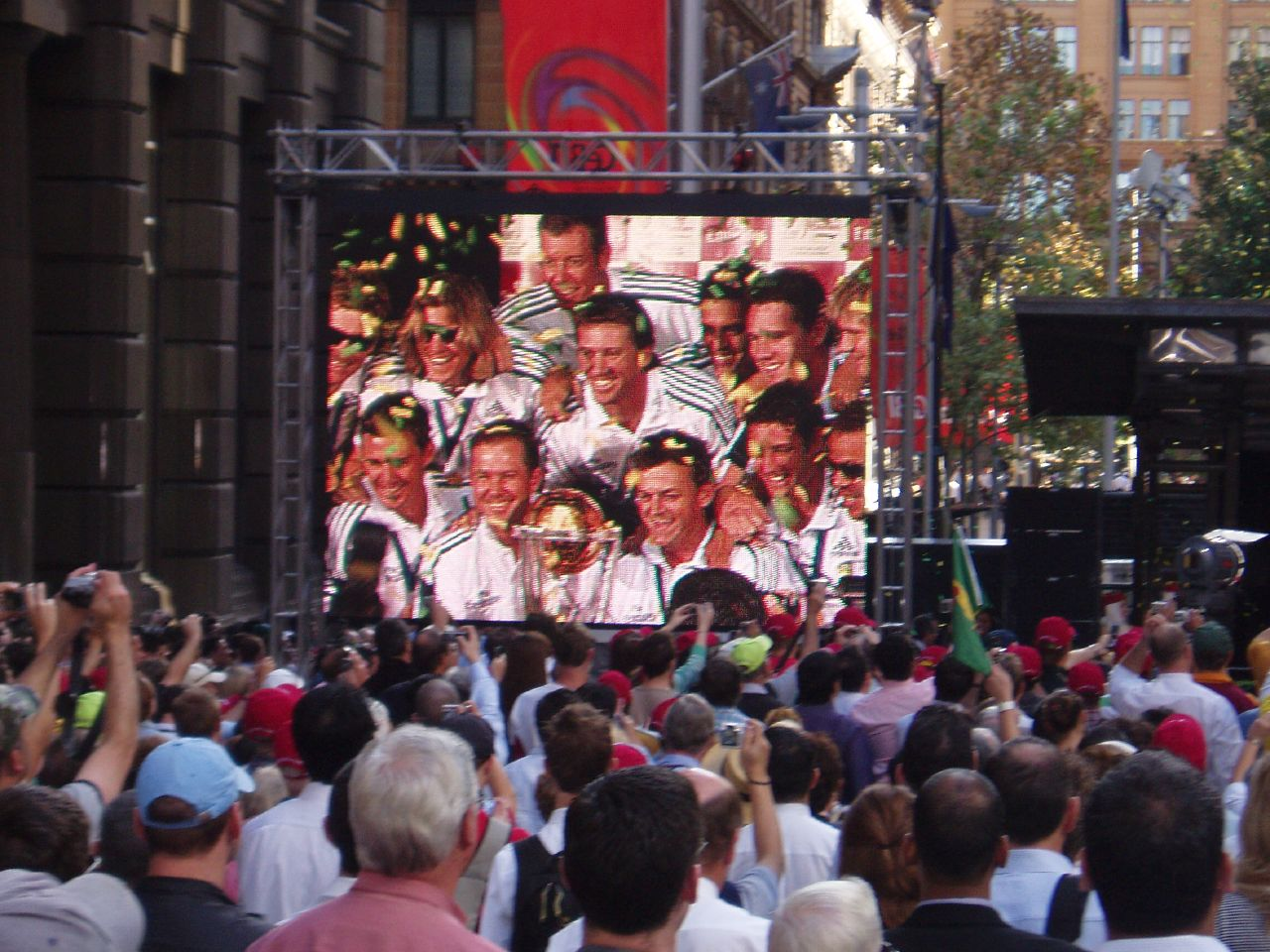
يرحب حشد من أكثر من 10000 مشجع بالفريق الأسترالي عند إكماله أول ثلاثية في كأس العالم - مارتن بليس، سيدني.

استضافت جنوب أفريقيا وزيمبابوي وكينيا كأس العالم 2003. زاد عدد الفرق المشاركة في الحدث من اثني عشر إلى أربعة عشر. انتصرت كينيا على سريلانكا وزيمبابوي، من بين دول أخرى - وخسارة من قبل المنتخب النيوزيلندي الذي رفض اللعب في كينيا بسبب مخاوف أمنية - مكنت كينيا من الوصول إلى الدور نصف النهائي، وهي أفضل نتيجة من زميل. في النهائي، حققت أستراليا 359 رمية بخسارة اثنين من الويكيت، وهو أكبر مجموع على الإطلاق في المباراة النهائية، وهزمت الهند بـ 125 نقطة.
في عام 2007 استضافت جزر الهند الغربية البطولة وتم توسيعها لتشمل ستة عشر فريقًا. بعد خسارة باكستان المفاجئة أمام إيرلندا التي شاركت لأول مرة في نهائيات كأس العالم في دور المجموعات، عُثر على المدرب الباكستاني بوب وولمر ميتًا في غرفته بالفندق. بدأت شرطة جامايكا في البداية تحقيقًا في جريمة قتل في وفاة وولمر، لكنها أكدت لاحقًا أنه توفي بسبب قصور في القلب. هزمت أستراليا سريلانكا في النهائي بـ 53 جولة (D / L) في ظروف إضاءة هزلية، ومددت مسيرتها غير المهزومة في كأس العالم إلى 29 مباراة وفازت بثلاث بطولات متتالية.

### انتصار المضيفين (2011-2019)
استضافت الهند وسريلانكا وبنجلاديش معًا كأس العالم 2011. تم تجريد باكستان من حقوق الاستضافة بعد الهجوم الإرهابي على فريق الكريكيت السريلانكي في عام 2009، مع إعادة توزيع الألعاب التي كان من المقرر أصلاً إجراؤها في باكستان على البلدان المضيفة الأخرى. انخفض عدد الفرق المشاركة في المونديال إلى أربعة عشر. خسرت أستراليا مباراتها الأخيرة في دور المجموعات ضد باكستان في 19 مارس 2011، منهية بذلك سلسلة من 35 مباراة في كأس العالم لم تهزم، والتي بدأت في 23 مايو 1999. فازت الهند بلقبها الثاني في كأس العالم بفوزها على سريلانكا بستة ويكيت في المباراة النهائية في مومباي، وأصبحت أول دولة تفوز بالمباراة النهائية على أرضها.
استضافت أستراليا ونيوزيلندا بشكل مشترك كأس العالم 2015. ظل عدد المشاركين عند أربعة عشر كانت أيرلندا هي أنجح دولة منتسبة بإجمالي ثلاثة انتصارات في البطولة. فازت نيوزيلندا على جنوب أفريقيا في أول مباراة مثيرة في نصف النهائي لتتأهل إلى أول نهائي لها في كأس العالم. فازت أستراليا على نيوزيلندا بسبعة ويكيت في المباراة النهائية بملبورن لرفع كأس العالم للمرة الخامسة.

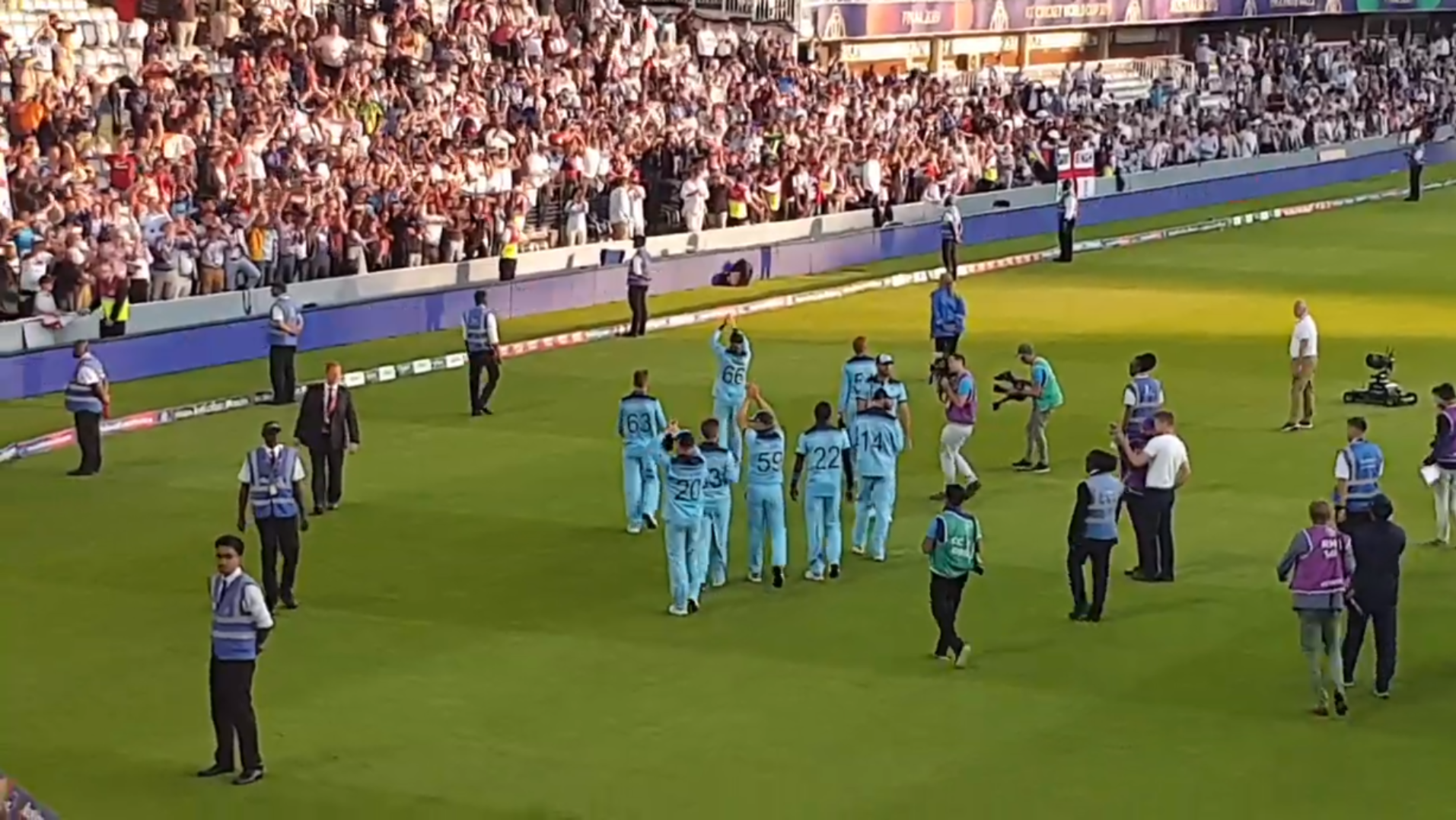
تقدم إنجلترا لفات الشرف حول لوردز بعد فوزها في 14 يوليو 2019.

## الشكل

### التصفيات
منذ كأس العالم الأول عام 1975 وحتى كأس العالم 2019 تأهلت غالبية الفرق المشاركة تلقائيًا. حتى نهائيات كأس العالم 2015 كان هذا في الغالب من خلال الحصول على عضوية كاملة في ICC، وبالنسبة لكأس العالم 2019 كان هذا في الغالب من خلال مركز التصنيف في بطولة ICC ODI .
منذ نهائيات كأس العالم الثانية عام 1979 وحتى نهائيات كأس العالم 2019، انضم إلى المنتخبات التي تأهلت تلقائيًا عدد قليل من المتأهلين لكأس العالم من خلال عملية التأهل. أول بطولة مؤهلة هي كأس ICC ؛  فيما بعد، توسعت العملية مع بطولات ما قبل التأهيل. بالنسبة لكأس العالم 2011، حلت بطولة ICC World Cricket League محل عمليات ما قبل التصفيات السابقة؛ وتم تغيير اسم «كأس العالم للكريكيت» إلى «تصفيات كأس العالم للكريكيت». كانت رابطة الكريكيت العالمية هي نظام التأهيل المقدم للسماح للأعضاء المنتسبين والمنتسبين في المجلس الدولي للكريكيت بمزيد من الفرص للتأهل. اختلف عدد الفرق المؤهلة على مر السنين.
اعتبارًا من كأس العالم 2023 فصاعدًا، ستتأهل الدولة المضيفة فقط تلقائيًا. ستشارك جميع البلدان في سلسلة من البطولات لتحديد المؤهلات، مع الترقية التلقائية والهبوط بين الأقسام من دورة كأس العالم إلى الدورة التالية.

### المسابقة

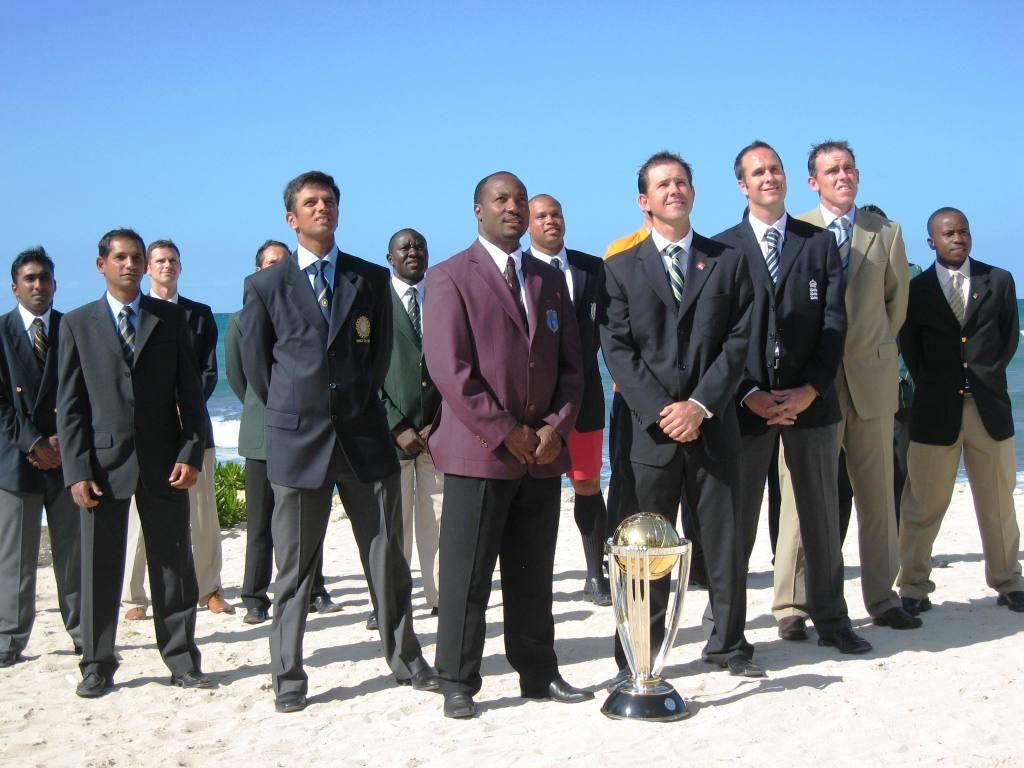
قباطنة كأس العالم للكريكيت 2007.

لقد تغير شكل كأس العالم للكريكيت بشكل كبير على مدار تاريخها. لعبت كل من البطولات الأربع الأولى ثمانية فرق، مقسمة إلى مجموعتين من أربعة فرق. وتألفت المنافسة من مرحلتين، مرحلة المجموعات ومرحلة خروج المغلوب. الفرق الأربعة في كل مجموعة لعبت بعضها البعض في ذهاب وإياب دور المجموعات، مع اثنين من كبار فرق في كل مجموعة تتقدم إلى الدور نصف النهائي. لعب الفائزون في الدور نصف النهائي ضد بعضهم البعض في المباراة النهائية. مع عودة جنوب أفريقيا للبطولة الخامسة عام 1992 نتيجة انتهاء مقاطعة الفصل العنصري، لعبت تسعة فرق بعضها البعض مرة واحدة في مرحلة المجموعات، وتأهلت الفرق الأربعة الأولى إلى الدور نصف النهائي. تم توسيع البطولة بشكل أكبر في عام 1996، مع مجموعتين من ستة فرق. تقدمت الفرق الأربعة الأولى من كل مجموعة إلى ربع النهائي ونصف النهائي.
تم استخدام تنسيق مميز لكأس العالم 1999 و2003. تم تقسيم الفرق إلى مجموعتين، حيث تقدمت الفرق الثلاثة الأولى في كل مجموعة إلى Super 6 . لعبت فرق Super 6 الفرق الثلاثة الأخرى التي تقدمت عن المجموعة الأخرى. مع تقدمهم، رفعت الفرق نقاطها للأمام من المباريات السابقة ضد فرق أخرى تتقدم إلى جانبهم، مما منحهم حافزًا للأداء الجيد في مراحل المجموعات. تقدمت الفرق الأربعة الأولى من مرحلة Super 6 إلى الدور نصف النهائي، حيث لعب الفائزون في النهائي.
اشتمل الشكل المستخدم في كأس العالم 2007 على 16 فريقًا تم توزيعهم على أربع مجموعات من أربعة. داخل كل مجموعة، لعبت الفرق بعضها البعض في شكل جولة روبن. حصلت الفرق على نقاط مقابل الانتصارات ونصف النقاط للعلاقات. تقدم أفضل فريقين من كل مجموعة إلى دور Super 8. لعبت فرق Super 8 الفرق الستة الأخرى التي تقدمت من المجموعات المختلفة. حصلت الفرق على النقاط بنفس طريقة دور المجموعات، لكنها رفعت نقاطها للأمام من المباريات السابقة ضد الفرق الأخرى التي تأهلت من نفس المجموعة إلى مرحلة السوبر 8 . تقدمت الفرق الأربعة الأولى من دور السوبر 8 إلى الدور نصف النهائي، ولعب الفائزون في الدور نصف النهائي في النهائي.
شكل الشكل المستخدم في كأس العالم 2011 و2015  مجموعتين من سبعة فرق، كل واحدة تلعب في شكل جولة روبن. تقدمت الفرق الأربعة الأولى من كل مجموعة إلى مرحلة خروج المغلوب التي تتكون من ربع النهائي ونصف النهائي وفي النهاية النهائي.
في مونديال 2019، انخفض عدد الفرق المشاركة إلى 10. كان من المقرر أن يلعب كل فريق ضد بعضهم البعض مرة واحدة في شكل جولة روبن، قبل الدخول في الدور نصف النهائي،  وهو تنسيق مشابه لكأس العالم 1992 .

## الكأس
يمنح كأس العالم للكريكيت ICC للفائزين في كأس العالم، وقد تم إنشاء الكأس الحالية لبطولة 1999 وكانت أول جائزة دائمة في تاريخ البطولة. تم تصميم الكأس وإنتاجه في لندن من قبل فريق من الحرفيين من Garrard &amp; Co على مدار شهرين.
الكأس الحالي مذهب مصنوع من الفضة ويحتوي على كرة ذهبية مثبتة بثلاثة أعمدة فضية. حيث تمثل الأعمدة على شكل جذوع ورافعات الجوانب الأساسية الثلاثة للكريكيت وهي: الضرب، والبولينج، والملاعب الميدانية بينما تميز الكرة كرة الكريكيت. يميل التماس ليرمز إلى الميل المحوري للأرض. ارتفاعه 60 سم ووزنه حوالي 11 كيلوغرامات.
تحفر أسماء الفائزين السابقين على قاعدة الكأس، مع مساحة تتسع لعشرين نقشًا، وتحافظ ICC على الكأس الأصلية، ويتم منح نسخة طبق الأصل للفريق الفائز تختلف فقط في النقوش بشكل دائم إلى الفريق الفائز.

## التغطية الإعلامية

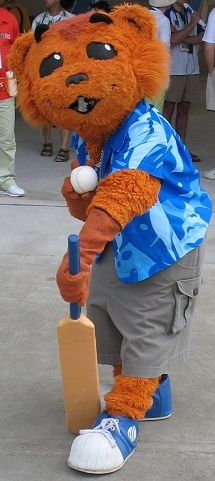
ميلو، تميمة كأس العالم 2007

البطولة هي واحدة من أكثر الأحداث الرياضية مشاهدة في العالم. تم بث نهائي كأس العالم للكريكيت لعام 2011 عبر التلفزيون في أكثر من 200 دولة وشاهدها أكثر من 2.2 مليار مشاهد. تم بيع حقوق البث التلفزيوني وخاصة كأس العالم 2011 و2015، بأكثر من 1.1 دولار أمريكي،  وحقوق الرعاية بمبلغ إضافي قدره 500 دولار أمريكي مليون. حضر مباريات كأس العالم للكريكيت لعام 2003 626845 شخصًا،  بينما باعت كأس العالم للكريكيت لعام 2007 أكثر من 672000 تذكرة. تم بيع أكثر من 1.1 مليون تذكرة لكأس العالم 2015 وهو رقم قياسي.
أثارت بطولات كأس العالم المتتالية اهتمامًا إعلاميًا متزايدًا حيث أصبحت لعبة الكريكيت الدولية ليوم واحد أكثر رسوخًا. كانت نهائيات كأس العالم 2003 في جنوب إفريقيا هي الأولى من نوعها التي ظهرت فيها تعويذة، دازلر الحمار الوحشي. كان النمس البرتقالي المعروف باسم ميلو هو التميمة لكأس العالم للكريكيت 2007 . Stumpy، كان الفيل الأزرق هو التميمة لكأس العالم 2011.
في 13 فبراير، تم الاحتفال بافتتاح دورة عام 2015 باستخدام رسومات الشعار المبتكرة من Google .
نظرًا لأن إنجلترا ستخوض نهائي 2019، تم اختيار المباراة محليًا للبث الأرضي بواسطة القناة 4 (مع الانتقال إلى More4 لاحقًا في المباراة) في مشاركة حقوق مع محطة الاتصالات المحلية Sky Sports .

## اختيار المضيفين

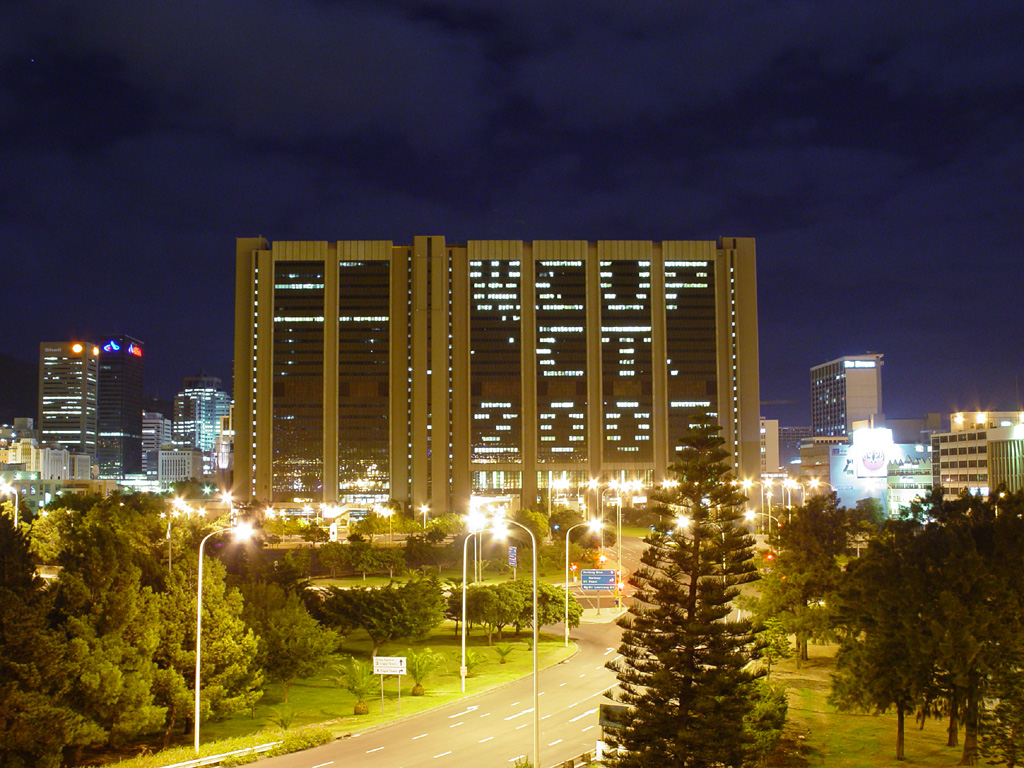
مركز سيفيك جنوب أفريقيا يكرم كأس العالم 2003.

تصوت اللجنة التنفيذية للمجلس الدولي للكريكيت لمضيفي البطولة بعد فحص العطاءات المقدمة من الدول الراغبة في إقامة كأس العالم للكريكيت.
استضافت إنجلترا المسابقات الثلاث الأولى. قرر مجلس الكريكت الدولي أن إنجلترا يجب أن تستضيف البطولة الأولى لأنها كانت على استعداد لتكريس الموارد اللازمة لتنظيم الحدث الافتتاحي. تطوعت الهند لاستضافة بطولة كأس العالم للكريكيت الثالثة، لكن معظم أعضاء لجنة التنسيق الدولية فضلوا إنجلترا باعتبارها فترة النهار الأطول في إنجلترا في يونيو مما يعني أنه يمكن إكمال المباراة في يوم واحد. أقيمت كأس العالم للكريكيت عام 1987 في الهند وباكستان، وهي الأولى التي استضافت خارج إنجلترا.
تم استضافة العديد من البطولات بشكل مشترك من قبل دول من نفس المنطقة الجغرافية، مثل جنوب آسيا في عام 1987 و1996 و2011، وأستراليا (في أستراليا ونيوزيلندا) في عامي 1992 و2015، وجنوب أفريقيا في عام 2003 وجزر الهند الغربية في عام 2007.

## النتائج
| السنة | المضيف الرسمي           | النهائي      | النهائي                                                     | النهائي                                                                             | النهائي                                                    |
| السنة | المضيف الرسمي           | الملعب       | الفائز                                                      | النتيجة                                                                             | الوصيف                                                     |
| ----- | ----------------------- | ------------ | ----------------------------------------------------------- | ----------------------------------------------------------------------------------- | ---------------------------------------------------------- |
| 1975  | إنجلترا                 | London       | الهند الغربية291/8 (60 زائد)                                | West Indies فاز ب 17 شوط Scorecard نسخة محفوظة 5 أبريل 2009 على موقع واي باك مشين.  | أستراليا274 شامل (58.4 زائد)                               |
| 1979  | إنجلترا                 | London       | الهند الغربية286/9 (60 زائد)                                | West Indies فاز ب 92 شوط Scorecard نسخة محفوظة 25 أبريل 2009 على موقع واي باك مشين. | إنجلترا194 شامل (51 زائد)                                  |
| 1983  | إنجلترا                 | London       | الهند183 شامل (54.4 زائد)                                   | India فاز ب 43 شوط Scorecard نسخة محفوظة 18 مارس 2009 على موقع واي باك مشين.        | الهند الغربية140 شامل (52 زائد)                            |
| 1987  | الهند باكستان           | Kolkata      | أستراليا253/5 (50 زائد)                                     | Australia فاز ب 7 شوط Scorecard نسخة محفوظة 7 فبراير 2009 على موقع واي باك مشين.    | إنجلترا246/8 (50 زائد)                                     |
| 1992  | أستراليا نيوزيلندا      | Melbourne    | باكستان249/6 (50 زائد)                                      | Pakistan فاز ب 22 شوط Scorecard نسخة محفوظة 22 أبريل 2009 على موقع واي باك مشين.    | إنجلترا227 شامل (49.2 زائد)                                |
| 1996  | باكستان الهند سريلانكا  | Lahore       | سريلانكا245/3 (46.2 زائد)                                   | Sri Lanka فاز ب 7 ويكيتس Scorecard نسخة محفوظة 29 أبريل 2009 على موقع واي باك مشين. | أستراليا241/7 (50 زائد)                                    |
| 1999  | إنجلترا ويلز            | London       | أستراليا133/2 (20.1 زائد)                                   | Australia فاز ب 8 ويكيتس Scorecard نسخة محفوظة 28 مارس 2008 على موقع واي باك مشين.  | باكستان132 شامل (39 زائد)                                  |
| 2003  | جنوب إفريقيا            | Johannesburg | أستراليا359/2 (50 زائد)                                     | Australia فاز ب 125 شوط Scorecard نسخة محفوظة 16 يونيو 2008 على موقع واي باك مشين.  | الهند234 شامل (39.2 زائد)                                  |
| 2007  | الهند الغربية           | Bridgetown   | أستراليا281/4 (38 زائد)                                     | Australia فاز ب 53 شوط (D/L) Scorecard                                              | سريلانكا215/8 (36 زائد)                                    |
| 2011  | الهند سريلانكا بنغلاديش | Mumbai       | الهند277/4 (48.2 زائد)                                      | India فاز ب 6 ويكيتس Scorecard                                                      | سريلانكا274/6 (50 زائد)                                    |
| 2015  | أستراليا نيوزيلندا      | Melbourne    | أستراليا186/3 (33.1 زائد)                                   | Australia فاز ب 7 ويكيتسScorecard                                                   | نيوزيلندا183 شامل (45 زائد)                                |
| 2019  | إنجلترا ويلز            | London       | إنجلترا241 شامل (50 زائد)15/0 (super over)23 fours, 3 sixes | Tie England won on boundary count Scorecard                                         | نيوزيلندا241/8 (50 زائد)15/1 (super over)14 fours, 3 sixes |
| 2023  | الهند                   |              |                                                             |                                                                                     |                                                            |

ملاحظات
1. ↑  إنجلترا was the sole designated host, but matches were also played in Wales.
2. ↑  The England and Wales Cricket Board was the sole designated host, but matches were also played in Ireland, the Netherlands, and Scotland.
3. ↑  Cricket South Africa was the sole designated host, but matches were also played in Zimbabwe and Kenya.
4. ↑  Eight member countries of the West Indies Cricket Board[الإنجليزية] hosted matches – Antigua and Barbuda, Barbados, Grenada, Guyana, Jamaica, Saint Kitts and Nevis, Saint Lucia, and Trinidad and Tobago.

## ملخص البطولة
تأهلت عشرون دولة لكأس العالم للكريكيت مرة واحدة على الأقل. تنافست سبعة فرق في كل بطولة، فاز ستة منها باللقب. فازت جزر الهند الغربية في أول بطولتين، وفازت أستراليا بخمس دورات، وفازت الهند في بطولتين، وفازت كل من باكستان وسريلانكا وإنجلترا مرة واحدة. جزر الهند الغربية (1975 و1979) وأستراليا (1987 و1999 و2003 و2007 و2015) هما الفريقان الوحيدان اللذان فازا بألقاب متتالية. لعبت أستراليا سبعة من اثني عشر نهائيات (1975 و1987 و1996 و1999 و2003 و2007 و2015). لم تفز نيوزيلندا بعد بكأس العالم، لكنها احتلت المركز الثاني مرتين (2015 و2019). أفضل نتيجة من قبل دولة لا تخضع للاختبار هي ظهور كينيا في الدور نصف النهائي في بطولة 2003 ؛ في حين أن أفضل نتيجة حققها فريق لا يخضع للاختبار في ترسيمه هي سوبر 8 (الجولة الثانية) من قبل أيرلندا في عام 2007 .
كانت سريلانكا، بصفتها مضيفة مشاركة لكأس العالم 1996، أول مضيف يفوز بالبطولة، على الرغم من أن المباراة النهائية أقيمت في باكستان. فازت الهند في 2011 بصفتها مضيفة وكانت أول فريق يفوز بالمباراة النهائية في بلدهم. كررت أستراليا وإنجلترا هذا الإنجاز في 2015 و2019 على التوالي. بخلاف ذلك، وصلت إنجلترا إلى النهائي كمضيف في عام 1979. الدول الأخرى التي حققت أو عادت أفضل نتائجها في كأس العالم أثناء مشاركتها في استضافة البطولة هي نيوزيلندا التي وصلت إلى النهائيات في عام 2015، وزيمبابوي التي وصلت إلى سوبر سيكس في عام 2003، وكينيا في الدور نصف النهائي في عام 2003. في عام 1987، وصلت الهند وباكستان إلى الدور نصف النهائي، لكنهما خرجتا من إنجلترا وأستراليا على التوالي. كانت أستراليا في عام 1992، وإنجلترا في عام 1999، وجنوب إفريقيا في عام 2003، وبنغلاديش في عام 2011، هي الفرق المضيفة التي تم إقصائها من الدور الأول.

### أداء الفرق
نظرة عامة على أداء الفرق في كل كأس عالم:
| المضيف الفريق            | 1975 (8) | 1979 (8) | 1983 (8)       | 1987 (8)        | 1992 (9)             | 1996 (12)                  | 1999 (12)                                    | 2003 (14)                       | 2007(16)      | 2011 (14)                   | 2015(14)             | 2019(10)       | 2023 (10) |
| المضيف الفريق            | إنجلترا  | إنجلترا  | إنجلترا · ويلز | الهند · باكستان | أستراليا · نيوزيلندا | الهند · باكستان · سريلانكا | إنجلترا · إسكتلندا · أيرلندا · هولندا · ويلز | جنوب إفريقيا · زيمبابوي · كينيا | الهند الغربية | الهند · سريلانكا · بنغلاديش | أستراليا · نيوزيلندا | إنجلترا · ويلز | الهند     |
| ------------------------ | -------- | -------- | -------------- | --------------- | -------------------- | -------------------------- | -------------------------------------------- | ------------------------------- | ------------- | --------------------------- | -------------------- | -------------- | --------- |
| أفغانستان                |          |          |                |                 |                      |                            |                                              |                                 |               |                             | GP                   | GP             |           |
| أستراليا                 | RU       | GP       | GP             | W               | GP                   | RU                         | W                                            | W                               | W             | QF                          | W                    | SF             |           |
| بنغلاديش                 |          |          |                |                 |                      |                            | GP                                           | GP                              | S8            | GP                          | QF                   | GP             |           |
| برمودا                   |          |          |                |                 |                      |                            |                                              |                                 | GP            |                             |                      |                |           |
| كندا                     |          | GP       |                |                 |                      |                            |                                              | GP                              | GP            | GP                          |                      |                |           |
| East Africa†             | GP       |          |                |                 |                      |                            |                                              |                                 |               |                             |                      |                |           |
| إنجلترا                  | SF       | RU       | SF             | RU              | RU                   | QF                         | GP                                           | GP                              | S8            | QF                          | GP                   | W              |           |
| الهند                    | GP       | GP       | W              | SF              | GP                   | SF                         | S6                                           | RU                              | GP            | W                           | SF                   | SF             |           |
| أيرلندا                  |          |          |                |                 |                      |                            |                                              |                                 | S8            | GP                          | GP                   |                |           |
| كينيا                    |          |          |                |                 |                      | GP                         | GP                                           | SF                              | GP            | GP                          |                      |                |           |
| ناميبيا                  |          |          |                |                 |                      |                            |                                              | GP                              |               |                             |                      |                |           |
| هولندا                   |          |          |                |                 |                      | GP                         |                                              | GP                              | GP            | GP                          |                      |                |           |
| نيوزيلندا                | SF       | SF       | GP             | GP              | SF                   | QF                         | SF                                           | S6                              | SF            | SF                          | RU                   | RU             |           |
| باكستان                  | GP       | SF       | SF             | SF              | W                    | QF                         | RU                                           | GP                              | GP            | SF                          | QF                   | GP             |           |
| إسكتلندا                 |          |          |                |                 |                      |                            | GP                                           |                                 | GP            |                             | GP                   |                |           |
| جنوب إفريقيا             |          |          |                |                 | SF                   | QF                         | SF                                           | GP                              | SF            | QF                          | SF                   | GP             |           |
| سريلانكا                 | GP       | GP       | GP             | GP              | GP                   | W                          | GP                                           | SF                              | RU            | RU                          | QF                   | GP             |           |
| الإمارات العربية المتحدة |          |          |                |                 |                      | GP                         |                                              |                                 |               |                             | GP                   |                |           |
| الهند الغربية            | W        | W        | RU             | GP              | GP                   | SF                         | GP                                           | GP                              | S8            | QF                          | QF                   | GP             |           |
| زيمبابوي                 |          |          | GP             | GP              | GP                   | GP                         | S6                                           | S6                              | GP            | GP                          | GP                   |                |           |

† لم يعد موجودًا.
قبل نهائيات كأس العالم 1992 تم حظر جنوب إفريقيا بسبب الفصل العنصري.
عدد الانتصارات متبوعًا بمعدل الأشواط هو معيار تحديد الترتيب حتى كأس العالم 1987.
عدد النقاط متبوعًا بالأداء وجهاً لوجه ثم معدل الأشواط الصافي هو معيار تحديد تصنيفات كأس العالم من 1992 فصاعدًا.
عنوان تفسيري
- W - الفائز
- RU - المركز الثاني
- SF - نصف النهائي
- S6 - سوبر سيكس (1999-2003)
- S8 - سوبر ثمانية (2007)
- QF - ربع النهائي (1996، 2011-2015)
- GP - دور المجموعات / الدور الأول
- س - مؤهل ولا يزال في الخلاف

### الفرق المبتدئة
| السنة | الفرق                                                                               |
| ----- | ----------------------------------------------------------------------------------- |
| 1975  | أستراليا, East Africa†, إنجلترا, الهند, نيوزيلندا, باكستان, سريلانكا, الهند الغربية |
| 1979  | كندا                                                                                |
| 1983  | زيمبابوي                                                                            |
| 1987  | none                                                                                |
| 1992  | جنوب إفريقيا                                                                        |
| 1996  | كينيا, هولندا, الإمارات العربية المتحدة                                             |
| 1999  | بنغلاديش, إسكتلندا                                                                  |
| 2003  | ناميبيا                                                                             |
| 2007  | برمودا, أيرلندا                                                                     |
| 2011  | none                                                                                |
| 2015  | أفغانستان                                                                           |
| 2019  | لا أحد                                                                              |
| 2023  | يحدد لاحقاً                                                                          |

^ تم حله في عام 1989.

### نظرة عامة
يقدم الجدول أدناه نظرة عامة على أداء الفرق خلال نهائيات كأس العالم الماضية اعتبارًا من نهاية دورة 2019. يتم فرز الفرق حسب أفضل أداء ثم حسب الظهور ثم إجمالي عدد الانتصارات ثم إجمالي عدد الألعاب، والترتيب الأبجدي على التوالي.
|                                                 | الظهور   | الظهور | الظهور |                                          | إحصاءات | إحصاءات | إحصاءات | إحصاءات | إحصاءات | إحصاءات       |
| الفريق                                          | الإجمالي | أول    | آخر    | أفضل أداء                                | مباريات | فوز     | خسارة   | تعادل   | NR      | نسبة الفوز %* |
| ----------------------------------------------- | -------- | ------ | ------ | ---------------------------------------- | ------- | ------- | ------- | ------- | ------- | ------------- |
| أستراليا                                        | 12       | 1975   | 2019   | البطل (1987، 1999، 2003، 2007، 2015)     | 94      | 69      | 23      | 1       | 1       | 74.73         |
| الهند                                           | 12       | 1975   | 2019   | البطل (1983، 2011)                       | 84      | 53      | 29      | 1       | 1       | 64.45         |
| الهند الغربية                                   | 12       | 1975   | 2019   | البطل (1975، 1979)                       | 80      | 43      | 35      | 0       | 2       | 55.12         |
| إنجلترا                                         | 12       | 1975   | 2019   | البطل (2019)                             | 83      | 48      | 32      | 2       | 1       | 59.75         |
| باكستان                                         | 12       | 1975   | 2019   | البطل (1992)                             | 79      | 45      | 32      | 0       | 2       | 58.44         |
| سريلانكا                                        | 12       | 1975   | 2019   | البطل (1996)                             | 80      | 38      | 39      | 1       | 2       | 49.35         |
| نيوزيلندا                                       | 12       | 1975   | 2019   | الوصيف (2015، 2019)                      | 89      | 54      | 33      | 1       | 1       | 61.93         |
| جنوب إفريقيا                                    | 8        | 1992   | 2019   | نصف النهائي (1992، 1999، 2007، 2015)     | 64      | 38      | 23      | 2       | 1       | 61.90         |
| كينيا                                           | 5        | 1996   | 2011   | نصف النهائي (2003)                       | 29      | 6       | 22      | 0       | 1       | 21.42         |
| زيمبابوي                                        | 9        | 1983   | 2015   | Super 6s (1999، 2003)                    | 57      | 11      | 42      | 1       | 3       | 21.29         |
| بنغلاديش                                        | 6        | 1999   | 2019   | ربع النهائي (2015), Super 8s (2007)      | 40      | 14      | 25      | 0       | 1       | 35.89         |
| أيرلندا                                         | 3        | 2007   | 2015   | Super 8s (2007)                          | 21      | 7       | 13      | 1       | 0       | 35.71         |
| هولندا                                          | 4        | 1996   | 2011   | مرحلة المجموعات (1996، 2003، 2007، 2011) | 20      | 2       | 18      | 0       | 0       | 10.00         |
| كندا                                            | 4        | 1979   | 2011   | مرحلة المجموعات (1979، 2003، 2007، 2011) | 18      | 2       | 16      | 0       | 0       | 11.11         |
| إسكتلندا                                        | 3        | 1999   | 2015   | مرحلة المجموعات (1999، 2007، 2015)       | 14      | 0       | 14      | 0       | 0       | 0.00          |
| أفغانستان                                       | 2        | 2015   | 2019   | مرحلة المجموعات (2015، 2019)             | 15      | 1       | 14      | 0       | 0       | 6.66          |
| الإمارات العربية المتحدة                        | 2        | 1996   | 2015   | مرحلة المجموعات (1996، 2015)             | 11      | 1       | 10      | 0       | 0       | 9.09          |
| ناميبيا                                         | 1        | 2003   | 2003   | مرحلة المجموعات (2003)                   | 6       | 0       | 6       | 0       | 0       | 0.00          |
| برمودا                                          | 1        | 2007   | 2007   | مرحلة المجموعات (2007)                   | 3       | 0       | 3       | 0       | 0       | 0.00          |
| East Africa†                                    | 1        | 1975   | 1975   | مرحلة المجموعات (1975)                   | 3       | 0       | 3       | 0       | 0       | 0.00          |
|                                                 |          |        |        |                                          |         |         |         |         |         |               |
| Last Updated: 14 July 2019 Source: ESPNcricinfo |          |        |        |                                          |         |         |         |         |         |               |

† لم يعد موجودًا.
ملحوظة:
- لا تستبعد نسبة الفوز عدم وجود نتائج وتحسب التعادل نصف الفوز.
- يتم تصنيف الفرق حسب أفضل أداء، ثم النسبة المئوية للفوز، ثم (إذا كانت متساوية) حسب الترتيب الأبجدي.

### الفرق في كأس العالم
| السنة                                     | الفرق |
| ----------------------------------------- | --- |
| 1975 إنجلترا                              | الهند الغربية، أستراليا، نيوزيلندا، إنجلترا، الهند، باكستان، سريلانكا، East Africa†                                                                             |
| 1979 إنجلترا                              | الهند الغربية، إنجلترا، باكستان، نيوزيلندا، سريلانكا، أستراليا، الهند، كندا                                                                                     |
| 1983 إنجلترا ويلز                         | الهند، الهند الغربية، إنجلترا، باكستان، نيوزيلندا، أستراليا، سريلانكا، زيمبابوي                                                                                 |
| 1987 الهند باكستان                        | أستراليا، إنجلترا، باكستان، الهند، الهند الغربية، نيوزيلندا، سريلانكا، زيمبابوي                                                                                 |
| 1992 أستراليا نيوزيلندا                   | باكستان، إنجلترا، نيوزيلندا، جنوب إفريقيا، أستراليا، الهند الغربية، الهند، سريلانكا، زيمبابوي                                                                   |
| 1996 الهند باكستان سريلانكا               | سريلانكا، أستراليا، الهند الغربية، الهند، نيوزيلندا، باكستان، جنوب إفريقيا، إنجلترا، زيمبابوي، كينيا، الإمارات العربية المتحدة، هولندا                          |
| 1999 إنجلترا ويلز إسكتلندا هولندا أيرلندا | أستراليا، باكستان، نيوزيلندا، جنوب إفريقيا، زيمبابوي، الهند، الهند الغربية، إنجلترا، بنغلاديش، سريلانكا، كينيا، إسكتلندا                                        |
| 2003 جنوب إفريقيا زيمبابوي كينيا          | أستراليا، الهند، كينيا، سريلانكا، نيوزيلندا، زيمبابوي، جنوب إفريقيا، الهند الغربية، إنجلترا، باكستان، هولندا، كندا، بنغلاديش، ناميبيا                           |
| 2007 الهند الغربية                        | أستراليا، سريلانكا، نيوزيلندا، جنوب إفريقيا، إنجلترا، الهند الغربية، بنغلاديش، أيرلندا، الهند، باكستان، كينيا، هولندا، زيمبابوي، كندا، إسكتلندا، برمودا         |
| 2011 الهند سريلانكا بنغلاديش              | الهند، سريلانكا، باكستان، نيوزيلندا، أستراليا، إنجلترا، جنوب إفريقيا، الهند الغربية، بنغلاديش، زيمبابوي، أيرلندا، كندا، هولندا، كينيا                           |
| 2015 أستراليا نيوزيلندا                   | أستراليا، نيوزيلندا، جنوب إفريقيا، الهند، الهند الغربية، باكستان، بنغلاديش، سريلانكا، أيرلندا، إنجلترا، زيمبابوي، أفغانستان، الإمارات العربية المتحدة، إسكتلندا |
| 2019 إنجلترا ويلز                         | إنجلترا، نيوزيلندا، أستراليا، الهند، باكستان، سريلانكا، جنوب إفريقيا، بنغلاديش، الهند الغربية، أفغانستان                                                        |
| 2023 الهند                                | TBD |

†حل في 1989.

## الجوائز

### رجل البطولة
منذ عام 1992 تم إعلان عن جائزة «رجل البطولة» في نهاية نهائيات كأس العالم:
| عام  | لاعب            | تفاصيل الأداء       |
| ---- | --------------- | ------------------- |
| 1992 | مارتن كرو       | 456 أشواط           |
| 1996 | ساناث جاياسوريا | 221 جولة و7 ويكيت   |
| 1999 | لانس كلوسينر    | 281 أشواط و17 ويكيت |
| 2003 | ساشين تيندولكار | 673 أشواط و2 ويكيت  |
| 2007 | جلين ماكجراث    | 26 ويكيت            |
| 2011 | يوفراج سينغ     | 362 أشواط و15 ويكيت |
| 2015 | ميتشل ستارك     | 22 ويكيت            |
| 2019 | كين ويليامسون   | 578 شوطًا و2 ويكيت   |

### رجل المباراة في النهائي
لم تكن هناك جوائز رجل البطولة قبل عام 1992 ولكن جوائز رجل المباراة كانت تُمنح دائمًا للمباريات الفردية، حيث أن الفوز بجائزة رجل المباراة في المباراة النهائية أمر جدير بالملاحظة منطقيًا، ويشير هذا إلى اللاعب الذي يُعتقد أنه لعب الدور الأكبر في نهائي كأس العالم.
حتى الآن ذهبت الجائزة دائمًا إلى عضو من الجانب الفائز، تم منح جائزة رجل المباراة في نهائي المسابقة إلى:
| عام  | لاعب               | تفاصيل الأداء |
| ---- | ------------------ | ------------- |
| 1975 | كليف لويد          | 102           |
| 1979 | فيف ريتشاردز       | 138 *         |
| 1983 | محيندر امارناث     | 3/12 و26      |
| 1987 | ديفيد بون          | 75            |
| 1992 | وسيم أكرم          | 33 و3/49      |
| 1996 | أرافيندا دي سيلفا  | 107 * و3/42   |
| 1999 | شين وارن           | 4/33          |
| 2003 | ريكي بونتينج       | 140 *         |
| 2007 | آدم جيلكريست       | 149           |
| 2011 | ماهيندرا سينغ دوني | 91 *          |
| 2015 | جيمس فولكنر        | 3/36          |
| 2019 | بن ستوكس           | 84 * و0/20    |

## سجلات البطولة

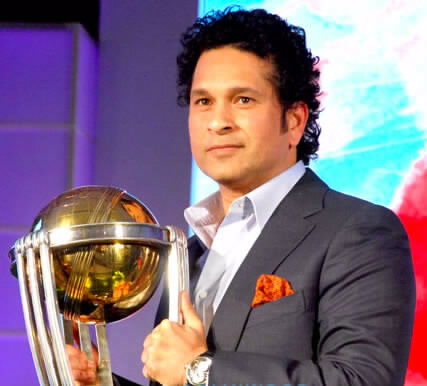
ساشين تيندولكار، الهداف الرائد في تاريخ كأس العالم.

| سجلات كأس العالم                       | سجلات كأس العالم                                      | سجلات كأس العالم                                      |
| الضرب                                  | الضرب                                                 | الضرب                                                 |
| -------------------------------------- | ----------------------------------------------------- | ----------------------------------------------------- |
| أكثر أشواط                             | ساشين تيندولكار                                       | 2278 (عام 1992 - 2011)                                |
| أعلى متوسط (الحد الأدنى 10 نزل.)       | لانس كلوسينر                                          | 124.00 (عام 1999 - عام 2003)                          |
| أعلى نتيجة                             | مارتن جوبتيل ضد West Indies                           | 237 * (2015)                                          |
| أعلى شراكة                             | كريس جايل ومارلون صامويلز (الويكيت الثاني) v زيمبابوي | 372 (2015)                                            |
| أكثر أشواط في كأس عالم واحد            | ساشين تيندولكار                                       | 673 (2003)                                            |
| معظم المئات                            | روهيت شارماساشين تيندولكار                            | 6 (عام 2015 - 2019) 6 (عام 1992 - 2011)               |
| المئات في كأس عالم واحد                | روهيت شارما                                           | 5 (2019)                                              |
| البولينج                               |                                                       |                                                       |
| معظم الويكيت                           | جلين ماكجراث                                          | 71 (عام 1996 - 2007)                                  |
| أدنى متوسط (400 كرة على الأقل)         | ميتشل ستارك                                           | 14.81 (عام 2015 - 2019)                               |
| أفضل معدل إضراب (بحد أدنى 20 ويكيت)    | محمد الشامي                                           | 18.6 (عام 2015 - 2019)                                |
| أفضل معدل اقتصادي (1000 كرة على الأقل) | آندي روبرتس                                           | 3.24 (عام 1975 - عام 1983)                            |
| أفضل شخصيات البولينج                   | جلين ماكجراث ضد ناميبيا                               | 7/15 (2003)                                           |
| معظم الويكيت في البطولة                | ميتشل ستارك                                           | 27 (2019)                                             |
| فيلدينغ                                |                                                       |                                                       |
| معظم حالات الفصل (حارس الويكيت)        | كومار سانجاكارا                                       | 54 (عام 2003 - عام 2015)                              |
| معظم المصيد (فيلدر)                    | ريكي بونتينج                                          | 28 (عام 1996 - 2011)                                  |
| الفريق                                 |                                                       |                                                       |
| أعلى نتيجة                             | أستراليا ضد أفغانستان                                 | 417/6 (2015)                                          |
| أدنى درجة                              | كندا ضد سريلانكا                                      | 36 (2003)                                             |
| أعلى فوز ٪                             | أستراليا أستراليا                                     | 74.73٪ (لعب 94، فاز 69)                               |
| معظم الانتصارات المتتالية              | أستراليا أستراليا                                     | 27 (20 يونيو 1999 - 19 مارس 2011، واحدة N / R مستبعد) |
| معظم البطولات المتتالية تفوز           | أستراليا أستراليا                                     | 3 (عام 1999 - 2007)                                   |

## روابط خارجية
- الموقع الرسمي لكأس العالم للكريكيت ICC
- الموقع الرسمي للمحكمة الجنائية الدولية